# Isa Paz
Isamaris Josselyn Paz Zaldívar (San Pedro Sula, Cortés, 26 de febrero de 1992), más conocida como Isa Paz, es una bailarina de ballet profesional, pole dancer y modelo, que ha representado a Honduras en competiciones internacionales.

## Biografía y carrera
Nació en San Pedro Sula del departamento de Cortés, el 26 de febrero de 1992. Empezó a bailar ballet a los cuatro años, en el Centro Cultural Infantil de San Pedro Sula, posteriormente entró al Centro Sampedrano de Enseñanza Artística. Ha representado a Honduras en competiciones internacionales realizadas en Costa Rica, Panamá, Cuba y Estados Unidos. Su primera competencia internacional fue en el 2003 cuando tenía 11 años, en Dance Educators of América, en conjunto con un grupo. En 2015 participó por primera vez como solista en una competencia internacional en Costa Rica, donde ganó el primer lugar con su ballet y la obra “Cenicienta”. También cuenta con un título universitario en medicina.

## Palmarés
- 2014 - Primer lugar en el Sheer Talent LTD en San José, Costa Rica.
- 2015 - Primer lugar en la Competencia Internacional de Ballet de Costa Rica.
- 2017 - Tercer lugar en el All Dance World Orlando 2017.[4]